# دانييل كينيدي
دانييل كينيدي (بالإنجليزية: Dan Kennedy)‏ (22 يوليو 1982 فوليرتون الولايات المتحدة - ) هو لاعب كرة قدم أمريكي يلعب كحارس مرمى.

## وصلات خارجية
دانييل كينيدي على موقع الدوري الأمريكي (الإنجليزية)
- دانييل كينيدي على موقع قاعدة بيانات كرة القدم.إي يو (الإنجليزية)
- دانييل كينيدي على موقع Soccerbase.com (لاعب) (الإنجليزية)
- دانييل كينيدي على موقع Soccerway.com (الإنجليزية)
- دانييل كينيدي على موقع عالم كرة القدم.نت (الإنجليزية)
- دانييل كينيدي على موقع AS.com (الإسبانية)